# ایور فیلیپس
ایور فیلیپس (انگلیسی: Ivor Philipps; ۹ سپتامبر ۱۸۶۱ – ۱۵ اوت ۱۹۴۰) نظامی و سیاستمدار اهل بریتانیا بود. وی همچنین برندهٔ جوایزی همچون نشان حمام شده‌است.